# Comitatele Irlandei

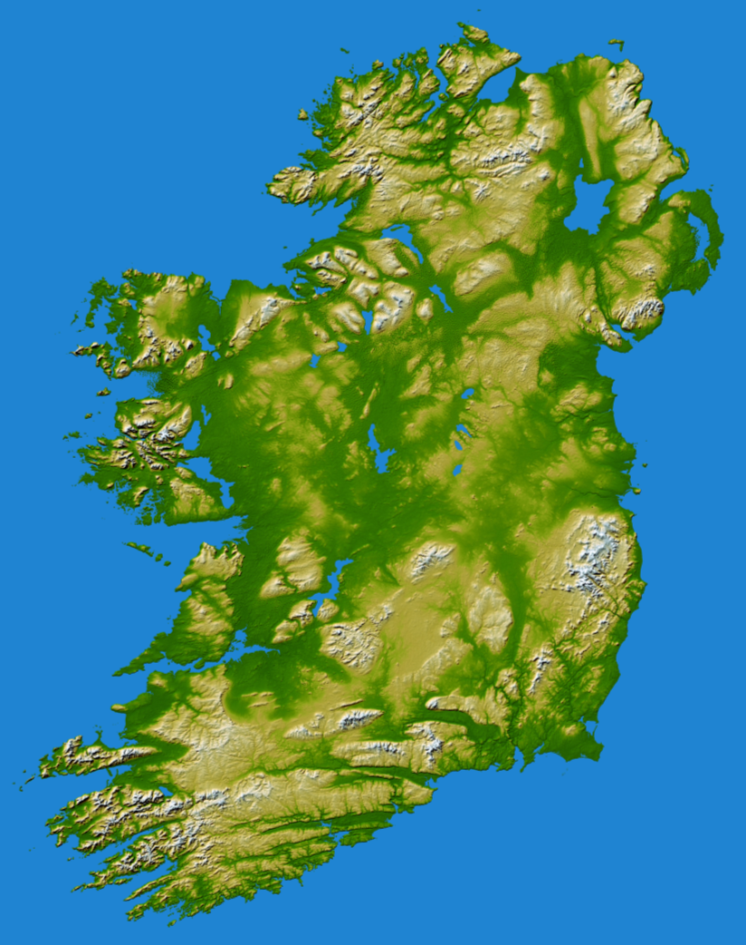
Insula Irlanda, imagine NASA

Insula Irlanda are 32 de comitate sau județe. Dintre acestea, 26 aparțin Republicii Irlanda și 6 aparțin Irlandei de Nord, care este parte a Regatului Unit al Marii Britanii și a Irlandei de Nord. 
Comitatele sunt subdiviziuni ale vechilor Provincii ale Irlandei, fiind constituite din teritorii mai mici. În timp ce unele dintre ele au o existență foarte veche, majoritatea comitatelor au fost constituite și s-au dezvoltat sub administrația anglo-normanzilor și, mai târziu, a britanicilor. Astfel, în timp ce unele comitate a fost create în secolul următor sosirii lui Strogbow pe insulă, ultimul dintre ele, Comitatul Wicklow, a fost definitivat în 1606.
Comitatele au determinat și organizarea activităților culturale și sportive la un nivel local, așa cum ar fi Gaelic Athletic Association, determinând apariția unui puternic spirit competițional și de loialitate locală.
Definiția strictă a ceea ce constituie cu adevărat un comitat în Irlanda a fost într-un fel umbrită de asocierea populației cu comitatele corespunzătoare administrative, în special în cele unde tradiția și istoria îndelungată sunt puternice, precum ar fi în comitatele North Tipperary, South Tipperary, sau, mai recent, în cele trei subdiviziuni ale Comitatului Dublin, Dun Laoghaire-Rathdown, Fingal și South Dublin. 

## Comitatele Republicii Irlanda
Republica Irlanda este împărțită în 26 de comitate:
| - Comitatul Carlow - Comitatul Cavan - Comitatul Clare - Comitatul Cork - Comitatul Donegal - Comitatul Dublin - Comitatul Kildare - Comitatul Galway - Comitatul Kerry | - Comitatul Kilkenny - Comitatul Laois - Comitatul Leitrim - Comitatul Limerick - Comitatul Longford - Comitatul Louth - Comitatul Mayo - Comitatul Meath - Comitatul Monaghan | - Comitatul Offaly - Comitatul Roscommon - Comitatul Sligo - Comitatul Tipperary - Comitatul Waterford - Comitatul Westmeath - Comitatul Wexford - Comitatul Wicklow |

## Harta Irlandei conținând cele 32 de comitate (județe) ale Insulei
| Map of Ireland with numbered counties. | Republica Irlanda 1. Dublin 2. Wicklow 3. Wexford 4. Carlow 5. Kildare 6. Meath 7. Louth 8. Monaghan 9. Cavan 10. Longford 11. Westmeath 12. Offaly 13. Laois 14. Kilkenny 15. Waterford 16. Cork | 1. Kerry 2. Limerick 3. Tipperary 4. Clare 5. Galway 6. Mayo 7. Roscommon 8. Sligo 9. Leitrim 10. Donegal Irlanda de Nord 1. Fermanagh 2. Tyrone 3. Londonderry 4. Antrim 5. Down 6. Armagh |